# Ленонкур, Робер II де
Робер де Ленонкур (фр. Robert de Lenoncourt, 1485?;  — 4 февраля 1561) был французским епископом, кардиналом и дипломатом. Он был сыном Тьерри де Ленонкура, сеньора де Виньори, советника и камергера короля и Жанны де Виль. У него был брат Анри, сир де Ленонкур и барон Виньори, сестра по имени Жакетт, которая вышла замуж за Жана д'Агера, сына губернатора Музона (январь 1509 года), и сестра по имени Николь, которая вышла замуж за Эрара дю Шатле. Дядя Робера по отцу, которого также звали Робер де Ленонкур, был архиепископом Реймса.

## Биография
С 1515 по 1536 год Робер де Ленонкур был настоятелем монастыря Св. Порциана (Pourçain) в епархии Клермон. В 1523 году он был назван аббатом аббатства Сен-Реми в Реймсе. В 1537 году он восстановил гробницу Святого Реми. В 1530 году Робер был назван аббатом королевского аббатства Турню, формально приступил к обязанностям 4 июня 1531 года. Он также был протонотарным апостолом и Алмонером короля и королевы Наварры, Генриха II и Маргариты Ангулемской, сестры короля Франции Франциска I. Ленонкур был казначеем Реймской церкви.
Ленонкур был, по-видимому, генеральным викарием Реймской епархии во время епископства кардинала Жана де Гиза-Лоррена (1532-1538).

### Шалон
Франциск I назначил Ленонкура епископом Шалонским в 1535 году, назначение было подтверждено папой Павлом III (Фарнезе) 10 мая 1535 года. Он ушёл в отставку из епархии в 1550 году, в пользу своего племянника Филиппа, хотя и продолжал быть администратором епархии Шалона до освящения Филиппа. Будучи епископом Шалонским, он присутствовал среди пэров Франции на судебном процессе от 15 января 1536 года [1537] против императора Карла V.

### Кардинал
Ленонкур стал кардиналом в консистории 20 декабря 1538 года благодаря папе Павлу III. Он был принят в Консисторию и получил свою красную шляпу 19 марта 1540 года, а 7 октября 1540 года ему был присвоен титул Сант-Анастазия. 10 октября 1547 года он был переведен в титул Сант-Аполлинаре, а 11 декабря 1555 года — в Санта-Чечилия.
В 1538 году Робер де Ленонкур был назначен настоятелем Приер-де-ла-Шарите-сюр-Луар, пост этот он занимал до своей смерти. Монастырь был сожжён во время Третьей религиозной войны, а жители рассеялись. После некоторого беспорядка, кардинал Робер сменил своего племянника Филиппа в 1564 году. Кардинал де Ленонкур был удостоен аббатства Сен-Мартен де Лаон в 1545 году и удерживал его до 1548 года, когда его сменил кардинал Шарль де Лоррен.

### Конклав
Кардинал Робер де Ленонкур участвовал в конклаве 5 сентября — 25 декабря 1559 года, в результате которого был избран кардинал Джованни Анджело де Медичи, который принял тронное имя Папы Пия IV. Французскими кандидатами, выбранными королём Генрихом и королевой Екатериной, были кардинал Ипполито д'Эсте, кардинал Франсуа де Турнон и кардинал Эрколе Гонзага из Мантуи, никто из которых на самом деле не был папабилем.

### Смерть
Кардинал Робер де Ленонкур умер во Франции в своём монастыре Ла-Шарите-сюр-Луар 4 февраля 1561 года. Его тело было осквернено гугенотами, сожжено и пепел рассеян над Луарой.